# Франсисвил (Кентаки)
Франсисвил (енгл. Francisville) насељено је место без административног статуса у америчкој савезној држави Кентаки.

## Демографија
По попису из 2010. године број становника је 7.944.
| Група             | 2000.    | 2010.         |
| Белци             | 0 (0,0%) | 7.272 (91,5%) |
| Афроамериканци    | 0 (0,0%) | 121 (1,5%)    |
| Азијати           | 0 (0,0%) | 254 (3,2%)    |
| Хиспаноамериканци | 0 (0,0%) | 170 (2,1%)    |
| Укупно            | 0        | 7.944         |